# Биљана Вуковић
Биљана Вуковић (Београд, 1949) српска је ликовна уметница, редовни професор на Графичком одсеку Факултета ликовних уметности у Београду, за предмете Графика и Цртање. Факултет ликовних уметности, Графички одсек, завршила је 1973, а последипломске студије графике 1975, у класи професора Миодрага Рогића. Добитница је већег броја награда и признања. Своја ликовна дела излагала је на већем броју самосталних и колективних изложби у бившој СФР Југославији, Србији и иностранству.

## Живот и каријера
Рођена је у Београду, 1949. године. Након завршетка основног школовања, у родном граду је 1973. године дипломирала на Графичком одсеку Факултет ликовних уметности Универзитета у Београду. Последипломске студије графике завршила је 1973. године, код професора Миодрага Рогића.
Редовни је професор на Графичком одсеку Факултета ликовних уметности у Београду, за предмете Графика и Цртање.
Од 2007. до 2010. године била је руководилац Академије, ФЛУ, Центара за графику и визуелна истраживања.
Председник је Организационог одбора Првог међународног тријенала графије у Београду 2011. и Другог међународног тријенала графике у Београду 2014. године.

## Уметничко стваралаштво
Свој ликовни стил, формирала је у оквиру београдске графичке школе, а њен стваралачки континуитет може се пратити од прве самосталне изложбе одржане 1974. године.
Биљана Вуковић у својим ликовним делима пре свега бави се мотивом, који она не интерпретира кроз детаљисање и оптичку прецизност, јер уместо документаристичке верификације реалистичког изгледа она у својим пејзажаима бележи његов „карактер” и дочарава атмосферу. 
| „ | Свежину свог доживљаја она испољава хитром цртачком реакцијом, брзим потезима оловком или четкицом. Сваки додир белине хартије, свака линија или флека боје, синтетички су уткани у укупну конституцију нацртаних, насликаних или отиснутих пејзажа. При томе, линија, боја, форма, композиција задржавају самосталност сопственог дејства и аутентичност деловања ликовних елемената као примарних функција укупног исказа. | ” |

Очигледно да је највећи број дела створен сасвим спонтано, и зато у „њима има пуно стваралачког елана и некакве тихе животне експресије и енергије примерене природи сликарке и графичарке Биљане Вуковић.”

## Изложбе
Иза себе има бројне самосталне и колективне изложбе у земљи и иностранству (Београд, Нови Сад, Ниш, Подгорица, Сарајево, САД, Канада, Шведска, Немачка ...).

### Самосталне изложбе - избор
| Година | Место одржавања изложбе                                                                                   |
| ------ | --- |
| 1974.  | Београд, Галерија Графичког колектива                                                                     |
| 1978.  | Нови Сад, Галерија УЛУ Војводине                                                                          |
| 1984.  | Сарајево, Галерија графике Енергоинвеста                                                                  |
| 1985.  | Титоград, Модерна галерија                                                                                |
| 1987.  | Albany New York, USA, the College of Saint Rose, the College Gallery, Picotte Hall                        |
| 2000.  | Ниш, ГСЛУ Ниш, Павиљон у Тврђави                                                                          |
| 2001.  | Београд, „Хаос”                                                                                           |
| 2007.  | Нови Сад, Галерија Златно око, са Бојаном Оташевићем                                                      |
| 2008.  | Trois Rivieres, Quebec, Canada, Press Papier, ca Elisabeth Mathieu                                        |
| 2009.  | Falun, Sweden, the Galwlery Horman, са Небојшом Лазићем Xi’an, China the Gallery of Academy of Arts Xi’an |
| 2011.  | Houston, USA. the Gallery of University of Houston-Cler-Lake March, Germany "Kunst im Gleis1"             |
| 2012.  | Theux, Belgium, the Art Bienniai, the Veviers Museum                                                      |
| 2014.  | Chamaliers, France, AMC                                                                                   |
| 2016.  | Ниш, Галерија „арт55”                                                                                     |

## Награде
- 1999. — Велики печат Графичког колектива у Београду
- 2010. — Друга награда на Међународном тријеналу графике у Шамлијеру, Француска
- 2012. — Златна игла на пролећној изложби УЛУС-а у Београду
- 2013. — Прва награда на Првом интернационалном салону графике у Краљеву